# Iporá (gemeente)
Iporá is een gemeente in de Braziliaanse deelstaat Goiás. De gemeente telt 32.045 inwoners (schatting 2009).

## Aangrenzende gemeenten
De gemeente grenst aan Amorinópolis, Arenópolis, Diorama, Israelândia, Ivolândia, Jaupaci en Moiporá.